# SP-344
A SP-344 é uma rodovia radial do estado de São Paulo, administrada pelo Departamento de Estradas de Rodagem do Estado de São Paulo (DER-SP) e pela concessionária Renovias.

## Denominações
Recebe as seguintes denominações em seu trajeto:
Nome:	Rubens Leme Asprino, Vereador, Rodovia
- De - até:	SP-340 (Aguaí) - Divisa Aguaí/São João da Boa Vista
- Legislação:	LEI 8.043 DE 01/10/92

Nome:	Tomás Vaquero, Dom, Rodovia
- De - até:	km 216,22 (Divisa Aguaí/São João da Boa Vista) - km 242,44 (Vargem Grande do Sul)
- Legislação:	LEI 9.713 DE 07/07/97

Nome:	Lourival Lindório de Faria, Rodovia
- De - até:	km 243,44 (Vargem Grande do Sul) - Caconde
- Legislação:	LEI 6.090 DE 04/05/88

## Descrição
Principais pontos de passagem: SP 340 (Aguaí) - São João da Boa Vista - Vargem Grande do Sul - Caconde

## Características

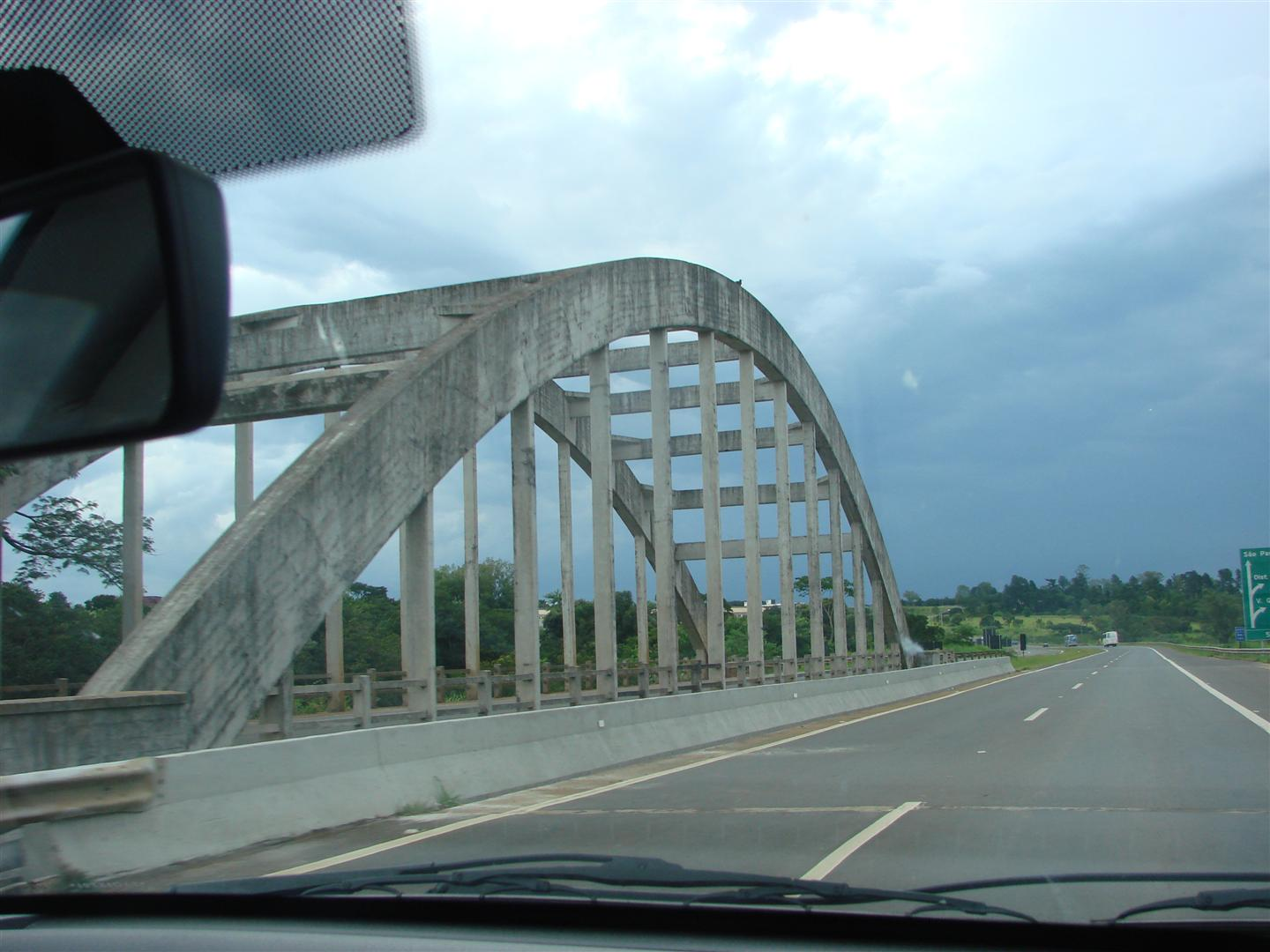
Trecho de ligação da SP-344 com a SP-342 em São João da Boa Vista.

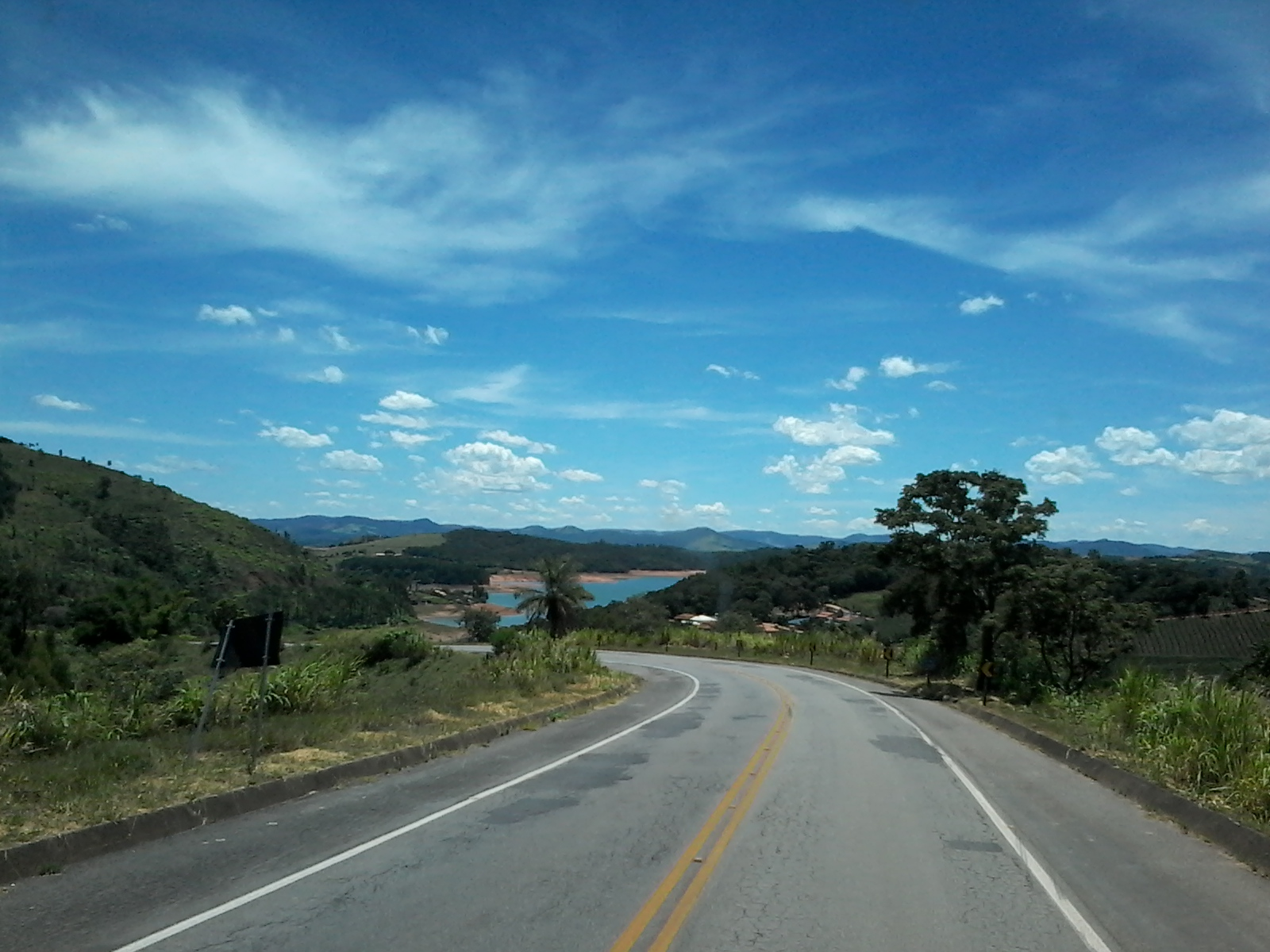
Trecho da SP-344 em Caconde.

### Extensão
- Km Inicial: 200,100
- Km Final: 299,000

### Localidades atendidas
- Aguaí
- São João da Boa Vista
- Vargem Grande do Sul
- São Sebastião da Grama
- Divinolândia
- Campestrinho
- Barrânia
- Caconde

## Pedágios
- Aguaí - São João da Boa Vista (bidirecional) no km 219
- São João da Boa Vista - Vargem Grande do Sul no km 230